# Naissance en 1137
Naissance
- 1133
- 1134
- 1135
- 1136
- 1137
- 1138
- 1139
- 1140
- 1141

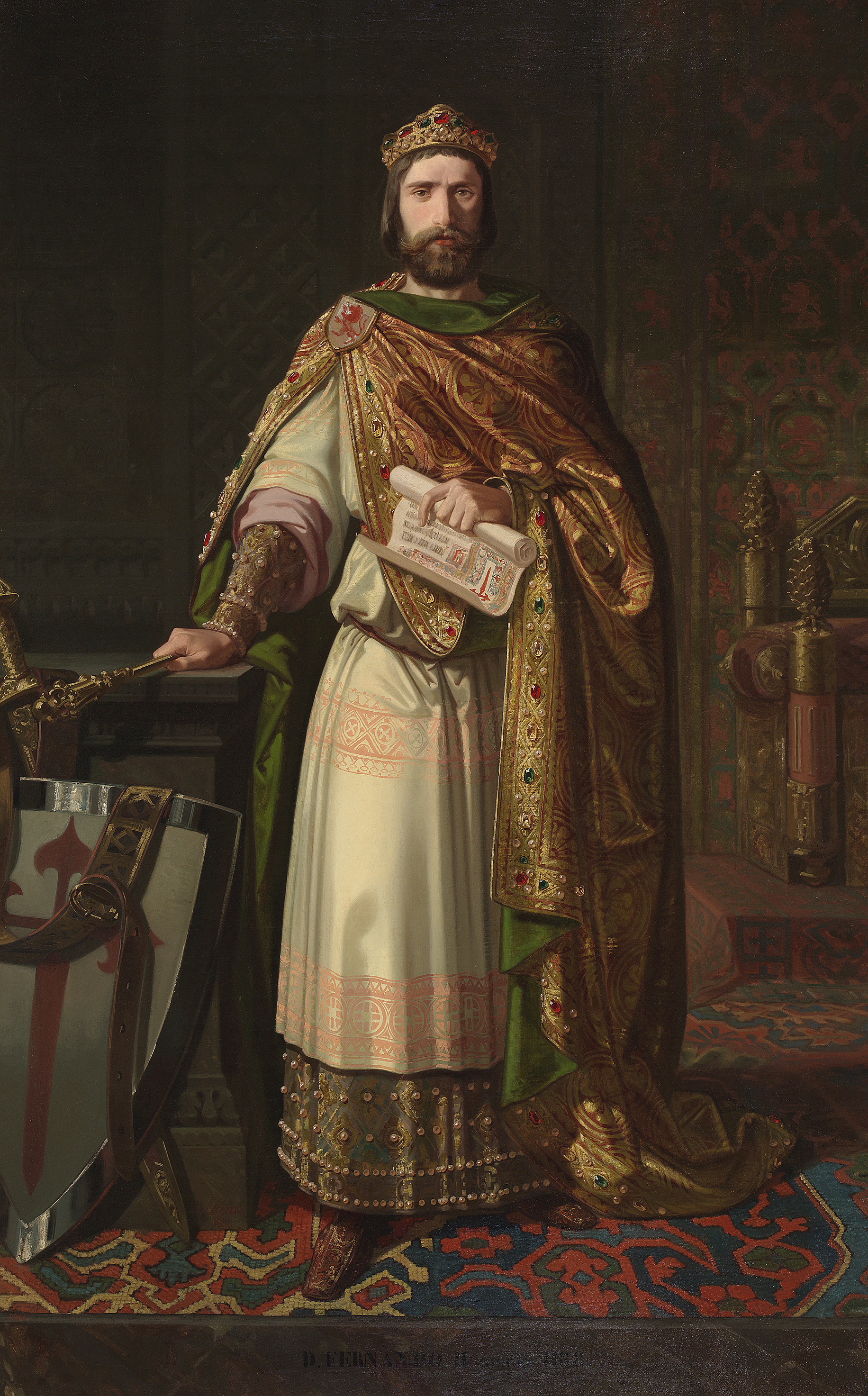
Ferdinand II de León, né en 1137.

Cette page dresse une liste de personnalités nées au cours de l'année 1137 :
- Agnès de Pologne (en), princesse de la dynastie Piast et par mariage princesse de Pereïaslavl, de Volhynie et grande-princesse de Kiev.
- Ferdinand II de León, roi de Léon et de Galice.
- Venceslas II de Bohême, duc de Brno puis d'Olomouc, puis duc de Bohême.

date incertaine (vers 1137)
- Bertrand Ier des Baux, prince d’Orange, premier de la seigneur des Baux.
- Mathieu d'Alsace, comte de Boulogne.

## Crédit d'auteurs
- Cet article est partiellement ou en totalité issu de l'article intitulé « 1137 » (voir la liste des auteurs).